# Halkevleri
Les Halkevleri (en turc: Halkevi ou "maisons du peuple") sont des lieux d'éducation et d'encadrement de la population turque créés en 1932 et abolis en 1951

Logo des Halkevleri

## Contexte
Les Halkevleri remplacent les Foyers turcs (Türk Ocakları ), jugés trop inertes, comme institution d'éducation et d'encadrement populaire en 1932.
Si les Maisons du peuple en Europe de l'Ouest et du Nord sont un signe de l'empreinte social-démocrate, les Halkevleri sont plutôt pour l'historien de la Turquie Hamit Bozarslan à relier avec la recherche du kémalisme d'être à la hauteur des deux autres modèles autoritaires de l'époque (le fascisme italien et le bolchévisme); il rapproche leur création d'autres formes d'encadrement populaires: revue Kardo, manuels de kémalisme, culte de la personnalité d'Atatürk ou encore propagande de la doctrine des Six Flèches.
Les activités proposées varient: cours de littérature, de théâtre, de musique, d'arts plastiques, de couture, d'élocution ou d'écriture. On dénombre parmi les Maisons et Chambres du peuple 761 bibliothèques et salles de lecture
En Février 1932, 17 grandes villes se dotent de Maisons du peuple ( Adana, Ankara, Bolu, Bursa, Çanakkale, Denizli, Diyarbakır, Eskişehir, Istanbul, Izmir, Konya, Malatya et Samsun). C'est bientôt 478 maisons qui sont ouvertes. A partir de 1940, des structures plus petites sont mises en place pour les villages, les Halkodaları ("Chambres du peuple") qui atteignent en 1950 le chiffre de 4000.

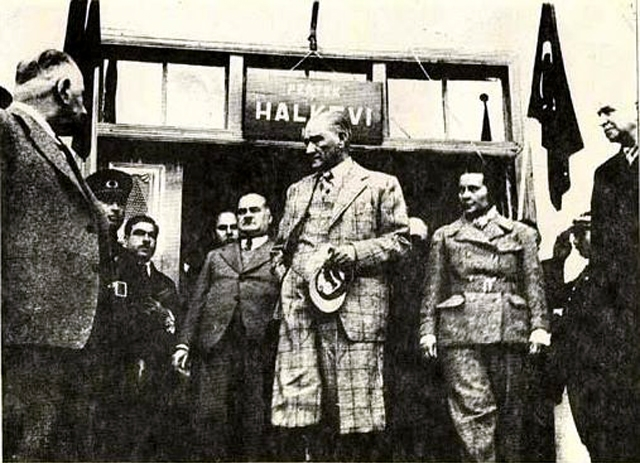
Atatürk dans la Maison du Peuple de Pertek (1937)

Les Halkevleri fonctionnent comme des opérateurs publics de 1932 à 1951. Au moment de la période de multipartisme (après 1945), les Halkevleri font l'objet de critiques sévères qui les assimilent à des instruments du CHP. Le Parti démocrate qui remporte les élections de 1950 les fait fermer pour cette raison le 8 août 1951.
Elles sont rétablies de 1963 à 1980, puis de 1987 jusqu'à aujourd'hui.